# Doorschijnende glasslak
De doorschijnende glasslak (Vitrina pellucida) is een slakkensoort uit de familie van de Vitrinidae. De wetenschappelijke naam van de soort werd in 1774 voor het eerst geldig gepubliceerd door Otto Friedrich Müller.

## Beschrijving
De rechtshandige, kleine schelp is laag conisch. In het zijaanzicht is de draad duidelijk verhoogd. Het volwassen dier kan zich nog volledig terugtrekken in het slakkenhuisje. Het huisje heeft een diameter van 4,5 tot 6 mm en is tot 3 mm hoog. Het heeft 2,75 tot 3,5 windingen die snel toenemen. De laatste winding is oorvormig verbreed en omvat bijna de helft van de totale breedte. De bovenkant van de windingen is ondiep gewelfd, de naad is matig diep. De omtrek is goed gewelfd en de top is halfbolvormig. De mondopening is matig breed en erg schuin. Van bovenaf gezien is de mond afgeplat en elliptisch, afgezien van de lichte snee veroorzaakt door de vorige winding. De mondrand is recht en scherp. De mond heeft geen of slechts een zeer kleine huidnaad.
De schaal is dun, breekbaar en doorschijnend en vertoont meestal een groenachtige tint. Het oppervlak van de teleoconch is glad en glanzend, afgezien van zeer fijne, onregelmatige, vaak gerimpelde groeistroken. De protoconch heeft zeer kleine putjes die in een spiraalpatroon zijn gerangschikt. Het zachte lichaam is meestal grijs tot donkergrijs, de kop en voelsprieten zijn meestal iets donkerder. Uitgerekt kan het dier ongeveer 10 mm meten. De mantel is relatief smal met een kleine, grijze of donkergrijze lobvormig uitsteeksel (mantelslip) dat tot aan, maar niet over, de beginwindingen van de schelp ligt. Dit bedekt niet de top van de behuizing. Door het (donker)grijze zachte lichaam lijkt ook de schaal van het levende dier erg donker.

### Vergelijkbare soorten
De soort verschilt van de meeste andere soorten glasslakken door de bolvormige groeiwijze van de schelp. Alleen de grote glasslak (Phenacolimax major) vertoont nog enige gelijkenis. De schaal is echter meer ingedrukt en de laatste winding is iets breder (ten opzichte van de diameter van de schelp). De mond is ook meer afgeplat en transversaal elliptisch.

## Geografische verspreiding en leefgebied
Het verspreidingsgebied omvat heel Europa, Klein-Azië en Centraal-Azië. In Noord-Scandinavië dringt het zelfs door tot voorbij de poolcirkel. Het komt ook voor in IJsland. In de Zwitserse bergen neemt de soort toe tot 3.100 meter boven zeeniveau, in Bulgarije tot 1.800 meter. Over het algemeen komt de soort het meest voor in Zwitserland op hoogtes tussen 1.000 en 2.000 meter boven zeeniveau.
De dieren leven op vochtige tot droge locaties van naald- en loofbossen, weilanden, tussen stenen, op muren, puinhellingen, ook in beekbegroeiing en in met gras begroeide duinen. Het verdraagt ook zure grond.

## Levenswijze
In de laaglanden heeft de soort een jaarlijkse cyclus. De eieren worden in de herfst gelegd en de dieren gaan snel dood. De jongen komen in het voorjaar uit en worden in de herfst geslachtsrijp. De eieren hebben een diameter van 0,9 tot 1,2 mm. In Ierland overwinteren de volwassenen en leggen ze eieren in het voorjaar. De jongen komen in de vroege zomer uit. In Oost-Duitsland en Polen leggen de volwassen dieren in oktober eieren. De jongen komen in februari en maart uit. De dieren sterven meestal na het leggen van hun eieren, een paar overleven de winter en sterven in het voorjaar. In Zwitserland worden de eieren tussen september en november gelegd. De dieren sterven na het leggen van hun eieren. In Zuid-Frankrijk worden tussen juli en oktober eieren gelegd. Per legsel worden ongeveer 6 tot 8 gebroken wit gekleurde eieren gelegd. De buitenste schil is ondoorzichtig, de grootte van de spreekwoordelijke eivormige eieren is 0,9 tot 1,0 mm bij 1,1 tot 1,2 mm. De jonge dieren leven aanvankelijk bijna uitsluitend ondergronds en komen pas in de herfst aan de oppervlakte. In Zwitserland observeerde Lothar Forcart naast jonge dieren ook geslachtsrijpe dieren in de zomer. Hij interpreteert dit zo dat de soort in het hooggebergte een cyclus heeft van meerdere jaren. Tijdens de paring worden elkaars penissen in het atrium ingebracht en wordt het sperma overgebracht.
De dieren zijn zeer ongevoelig voor kou en kunnen zelfs worden waargenomen in milde winters met weinig sneeuw tot januari of zelfs februari. Ze voeden zich met verdorde bladeren en dode plantendelen. Aas wordt echter ook geaccepteerd.